# Agrostis hooveri
Agrostis hooveri är en gräsart som beskrevs av Jason Richard Swallen. Agrostis hooveri ingår i släktet ven, och familjen gräs.
Artens utbredningsområde är Kalifornien. Inga underarter finns listade i Catalogue of Life.

## Bildgalleri

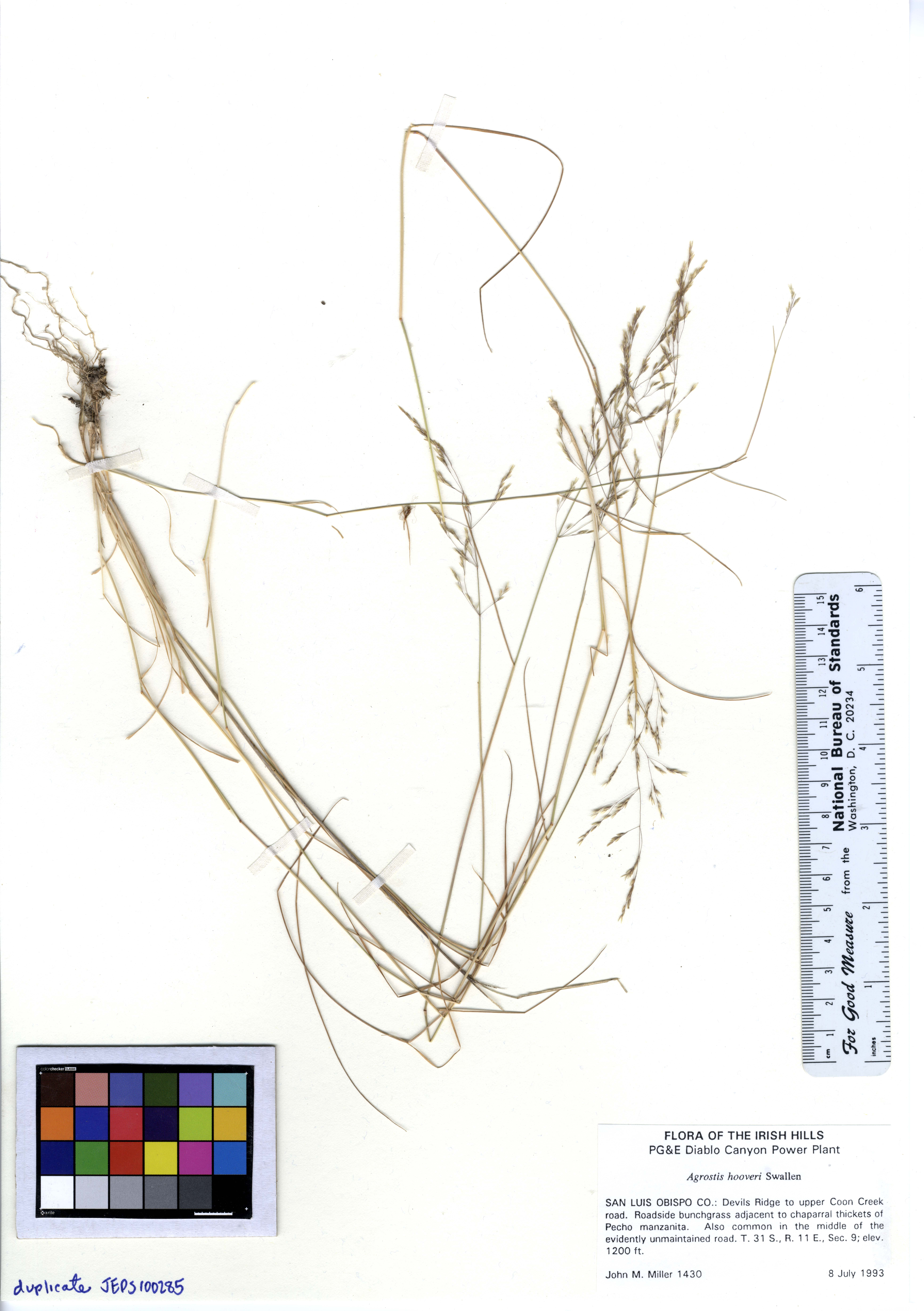